# La Montagne
la Montagne (på dansk bjerget) kaldtes i den franske revolutions dage de yderligtgående medlemmer af den lovgivende forsamling og af Nationalkonventet, fordi de oprindeligt havde taget plads på de højere og de højeste sæderækker, som amfiteatralsk hævede sig op i den ene ende af forsamlingssalen.
Allerede mens denne var i Tuileriernes manege, var der dèr et la montagne; men først efter at Forsamlingen 10. maj 1793 havde taget sæde i Tuilerierne, nåede Bjerget at få bugt med dets farligste modstandere, girondinerne, og derefter til ved terrorisme og ved kommunens, de revolutionære komiteers og revolutionstribunalets hjælp at udøve et absolut herredømme over Frankrig.
Da der efter Girondens fald ikke mere eksisterede noget "Højre"-parti, havde Bjerget, der støttede sig til Paris’ lavere befolkning – der som altid i myldrende masser overværede Konventets forhandlinger og ved brølen og trusler indjog de moderate skræk – let ved at sætte sin vilje igennem lige over for de forskræmte og skælvende crapauds (Skruptudser)
i "Moradset" ell. "Sumpen" dvs. den neden for Bjerget liggende del af forsamlingssalen.
På toppen af Bjerget sad Jean-Paul Marat, og ved hans side den altid drukne uldkarter Jean-Baptiste Armonville; i nærheden deraf Maximilien Robespierre, Georges-Jacques Danton, Jean-Baptiste Carrier, Jacques Nicolas Billaud-Varenne, Jean-Marie Collot d'Herbois, Louis de Saint-Just, Joseph Fouché og andre fra Terrorregimets dage kendte ledere.
Siddepladsernes fordeling fik imidlertid snart mindre betydning, og Montagnarder brugtes i flæng med "Jakobinerne" om tilhængerne af en stærk, centraliseret, terroristisk regeringsmagt.
Efter Robespierres fald, 9. thermidor, gik det tilbage med Bjergets vælde; mange af dets medlemmer måtte række hals under guillotinen eller blev deporterede til Cayenne. Efter revolten 12. Germinal III (dvs 1. april 1795) blev en stor del medlemmer af Bjerget anklagede som medskyldige i den nævnte revolte, og efter oprøret 1. Prairial (20. maj 1795) traf samme skæbne de få, der var tilbage: Gilbert Romme, Pierre-Amable de Soubrany, Pierre Bourbotte, Ernest Dominique François Joseph Duquesnoy og andre, "de sidste af Bjerget" (les derniers Montagnards); de blev dømte til døden, men gjorde selv ende på deres liv for ikke at lægge hovedet under Guillotinen.
Også efter februarrevolutionen 1848 kaldte de radikale i Nationalforsamlingen sig Bjerget. De mindede kun såre lidt om deres navnkundige forfædre fra 1792-1795.